# Télécabine de Constantine
La télécabine de Constantine est une télécabine urbaine située à Constantine en Algérie. Elle traverse les gorges du Rhummel pour relier la place Tatache Belkacem, dans la vieille ville, à la cité Émir Abdelkader, au nord-est de la médina, en passant par le centre hospitalier Ben Badis.

## Historique
Construite par la société suisse Garaventa, la télécabine de Constantine a été mise en service le 5 juin 2008,,.
De 2008 à 2012, la télécabine a transporté 12 millions de passagers.
Fermée en 2018 pour des raisons techniques, la télécabine a fait l’objet, entre 2018 et 2020, de plusieurs opérations de rénovation qui se sont révélées inefficaces. Par ailleurs, l’apparition de la crise du COVID-19 et le confinement subséquent ont entraîné un report du projet.
À compter de 2022, un consortium d’entreprises, dont Poma et Etac, a relancé les travaux de réhabilitation ; ceux-ci ont été menés à leur terme entre la fin de 2023 et le début de 2024. Des essais techniques officiels ont été conduits le 21 janvier 2024, en vue d’une ouverture initialement programmée pour mars 2024. Cependant, une défaillance moteur a nécessité la commande d’un nouvel équipement, ce qui a différé la mise en service. Après livraison et assemblage du moteur de remplacement, des essais ont été réalisés en septembre 2024. 
Le téléphérique est remis en service le 22 avril 2025.

## Caractéristiques
Il s'agit d'une télécabine à pince débrayable. Composé de deux tronçons, la longueur totale du parcours est de 1 690 mètres. Le premier tronçon, d'une longueur de 390 mètres, relie la place Tatache Belkacem à station Hôpital Ben Badis ; le second tronçon, d'une longueur de 1 300 mètres, relie la station Hôpital Ben Badis à la station Émir AbdelKader. 
| Numéro | Nom               | Caractéristique    | Altitude | Surface totale (station / stationnement) |
| ------ | ----------------- | ------------------ | -------- | ---------------------------------------- |
| 1      | Tatache Belkacem  | Gare tension       | 619 m    | 1 700 m2 (1 400 m2 / 1 300 m2)           |
| 2      | Hôpital Ben Badis | Gare intermédiaire | 675 m    | 1 820 m2                                 |
| 3      | Émir Abdelkader   | Gare motrice       | 707 m    | 2 480 m2 (1 680 m2 / 800 m2)             |

L'installation dispose de 33 cabines détachables d'une capacité de quinze personnes desservant alternativement les deux stations terminales. La durée du trajet est d'environ 6 minutes environ. Le débit moyen estimé est de 2 400 passagers par heure.
La télécabine a les caractéristiques techniques suivantes :
- constructeur de l'installation : Garaventa
- électronique : Sisag Holding AG
- réducteur : Rexroth GPW270
- 1 câble de 52 mm de diamètre construit par Fatzer
- constructeur des véhicules : CWA Constructions
- type de véhicules : Conus15
- nombre de véhicules : 33
- nombre de véhicules spéciaux : 1 (nacelle de service)
- durée du parcours : 6 minutes
- vitesse : 6 m/s (21,6 km/h)
- nombre de stations : 3

Il existe des télécabines comparables dans les villes de Tlemcen, Alger et Skikda.

Sélection de vues de la télécabine de Constantine
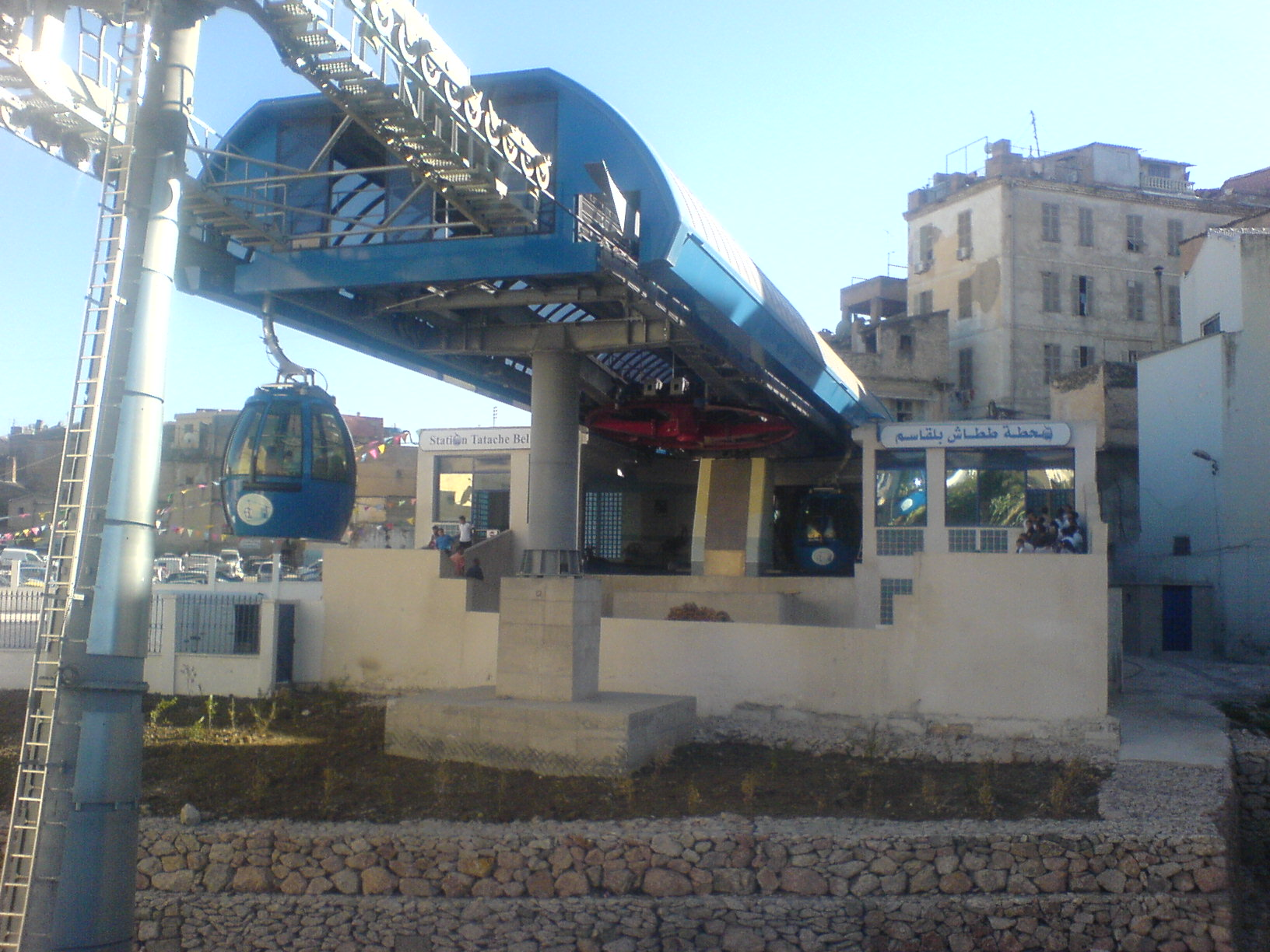
Station Tatache Belkacem.
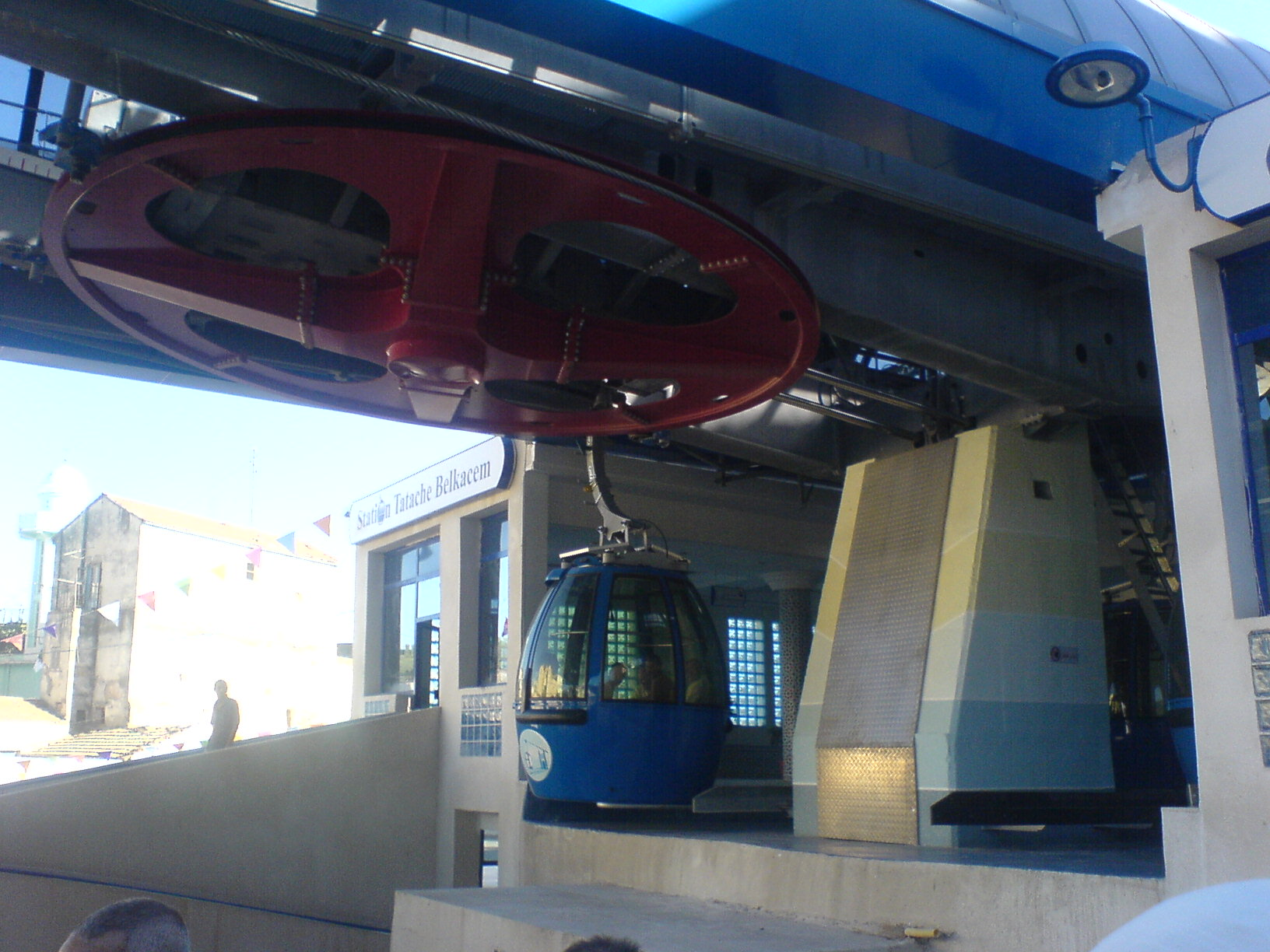
Roue de la télécabine

## Exploitation
La télécabine de Constantine est exploitée par l'Entreprise de transport algérien par câbles (ETAC) qui exploite et gère tous les téléphériques et télécabines d'Algérie, avec un service quotidien de 9 h à 18 h, sauf le vendredi.

## Fréquentation
De 2013 à 2017, selon la Direction des transports de la wilaya de Constantine, la fréquentation annuelle de la télécabine s'élève aux nombres indiqués dans le tableau ci-dessous :
| Année     | 2013      | 2014      | 2015      | 2016 (3 mois) | 2017      |
| --------- | --------- | --------- | --------- | ------------- | --------- |
| Voyageurs | 1 286 600 | 2 196 400 | 1 935 900 | 484 818       | 1 995 511 |

## Projets
Deux autres lignes sont envisagées sans précision de date afin d'étoffer le réseau de transport par télécabine, : 
- la première, d'une longueur de 2,7 km, reliera le centre ville au quartier de Sidi Mabrouk par la cité Daksi ;
- la seconde, d'une longueur de 3,1 km, reliera la gare ferroviaire à la banlieue nord-ouest de Bekira.

Les deux lignes disposeront d'une station intermédiaire.